# ناروکی
ناروکی (به انگلیسی: Naroki) یک شهر در پاکستان است که در ناحیه قصور واقع شده‌است.